# Apoplessia utero-placentare
L'apoplessia utero-placentare o sindrome di Couvelaire (o utero di Couvelaire) è un'emergenza medica che complica il terzo trimestre di gravidanza e rappresenta la forma più grave di distacco intempestivo di placenta.
Si caratterizza per emorragia massiva che da retro-placentare, penetra ed infarcisce il miometrio fino allo spazio intra-peritoneale.

## Eziologia e patogenesi
I fattori e le condizioni di rischio sono gli stessi del distacco intempestivo di placenta; l'apoplessia utero-placentare è la conseguenza dell'infarcimento ematico del miometrio con conseguente stravaso emorragico nella cavità peritoneale. Conseguentemente all'estesa emorragia e al consumo dei fattori della coagulazione, le pazienti sviluppano uno stato di shock emorragico e possono andare incontro ad exitus.

## Profilo clinico
La donna gravida manifesta progressivamente i tipi segni e sintomi del distacco intempestivo di placenta. Sovente la presentazione è caratterizzata da contrazioni uterine continue e parossistiche, con perdite ematiche vaginali da scarse ad abbondanti. Nei casi di apoplessia, l'ipotensione e la tachicardia sono più marcati, segno di shock imminente. La sofferenza fetale, testimoniata dal tracciato cardiotocografico, è tale da poter condurre alla morte.

## Profilo diagnostico
Il sospetto di apoplessia uterina è posto nel momento di cui un distacco intempestivo di placenta produca effetti sistemici (anemizzazione, ipotensione, tachicardia, shock) maggiori di quelli attesi; la diagnosi pre-operatoria è supportata dall'eventuale riconoscimento ecografico di distacco di placenta, sofferenza fetale, infarcimento emorragico miometriale e/o liquido libero in cavità peritoneale. La diagnosi definitiva è posta in corso di taglio cesareo.

## Terapia
Il sospetto diagnostico di distacco di placenta grave conduce inevitabilmente a taglio cesareo. Poiché nei casi di apoplessia utero-placentare i trattamenti farmacologici (metisergide, carbetocina, sulprostone)  possono non essere sufficienti, è talora necessario eseguire un'embolizzazione o legatura selettiva dei rami delle arteria uterina o una sutura di B-Lynch. In casi non responsivi, può essere necessaria l'isterectomia.